# Олександр Карабач
Олександр Карабач (1878  - ?)  — білоруський національний діяч.  Уродженець села Вехатниця Роської волості Волковиського повіту. 
У 1910-і роки навчався в одній з середніх шкіл Вільнюса. Працював в поштово-телеграфних установах Вільнюса і Петрограда. Приєднався до білоруського руху в 1915, до цього був головою проурядового «Білоруського товариства» у Вільнюсі. З 1918 член Віленської Білоруської ради. Після був членом Віленського Білоруського національного комітету. Член партії білоруських соціалістів-революціонерів, керівник вільнюської філії партії. До 1921 очолював Закордонне бюро БПСР. Депортований в лютому 1922 польською владою в числі 33 білоруських і литовських діячів з території Середньої Литви. Після цього був представником Вільнюського Білоруського національного комітету в Каунасі, завідувачем справ Міністерства білоруських справ Литви. З 1923 - в БРСР. У 1924 брав участь в ліквідаційному з'їзді Білоруської партії соціалістів-революціонерів в Мінську. Подальша доля невідома. 
Також був редактором-видавцем суспільно-політичної та літературної газети «Незалежна Білорусь».